# Ťing-te-čen
Ťing-te-čen (čínsky pchin-jinem Jǐngdézhèn, znaky zjednodušené 景德镇, tradiční 景德鎮) je městská prefektura na severu provincie Ťiang-si ležící v Čínské lidové republice. Roku 2007 měla 1 554 000 obyvatel, V roce 2020 v ní na 5 258 kilometrech čtverečných žilo 1,6 milionu obyvatel. Už přes sedmnáct století je město Ťing-te-čen po celé Číně známé produkcí kvalitního porcelánu.

## Historie

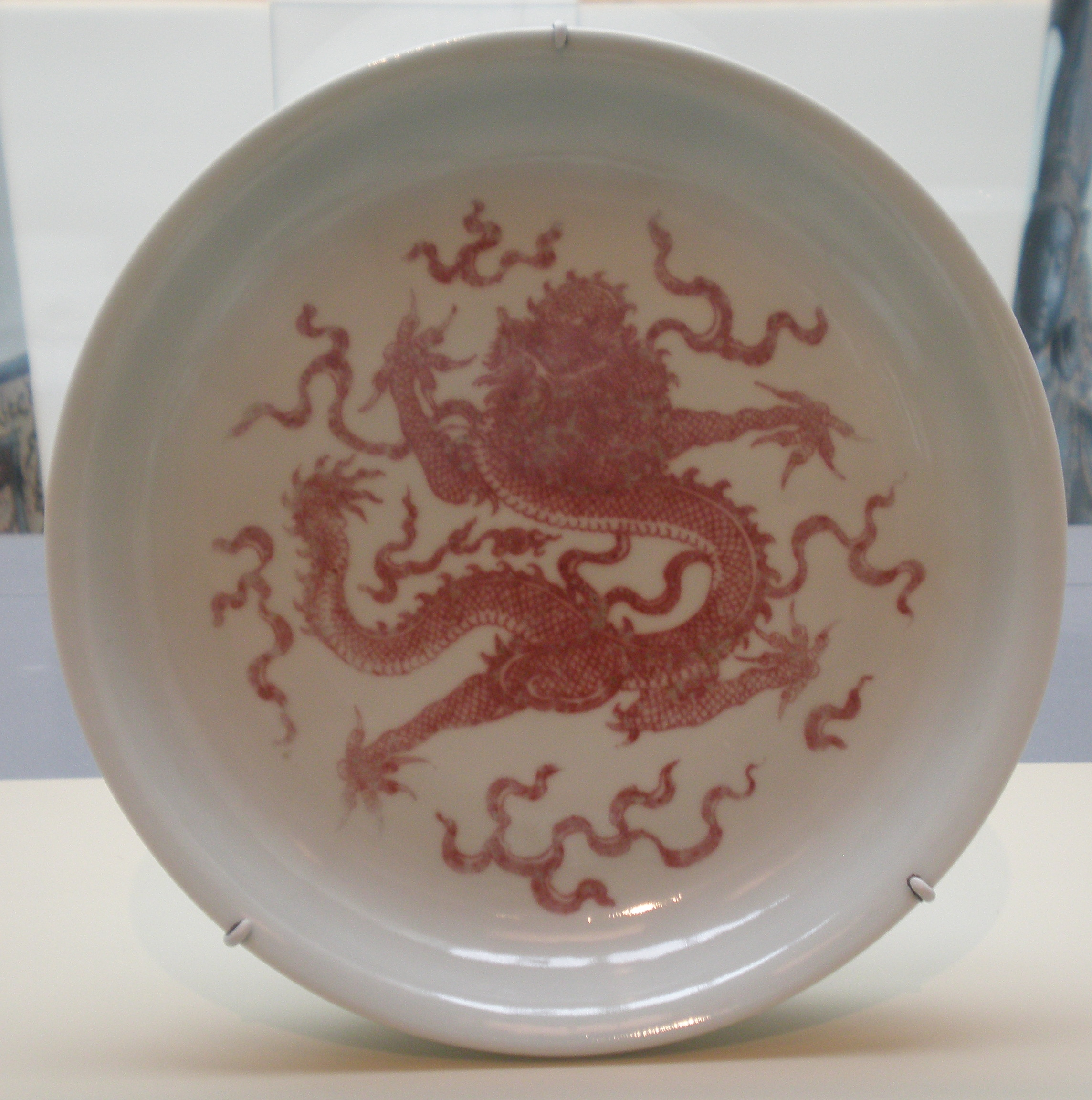
Ťing-te-čenský porcelán, éra Kchang-si (1662–1722)

V chanské době se město nazývalo Sin-pchin, už tehdy se zde z místních nalezišť kaolínu vyráběl porcelán. Za vlády dynastie Sung bylo město přejmenováno na Čchang-nan-čen, podle éry Čchang-nan, ve které se místní porcelán poprvé proslavil. Roku 1004 město získalo dnešní název.
V mingské a čchingské době město patřilo mezi čtyři nejznámější města Číny, společně s Fo-šanem v Kuang-tungu, Chan-kchou v Chu-peji a Ču-sien-čenem v Che-nanu..

## Současnost

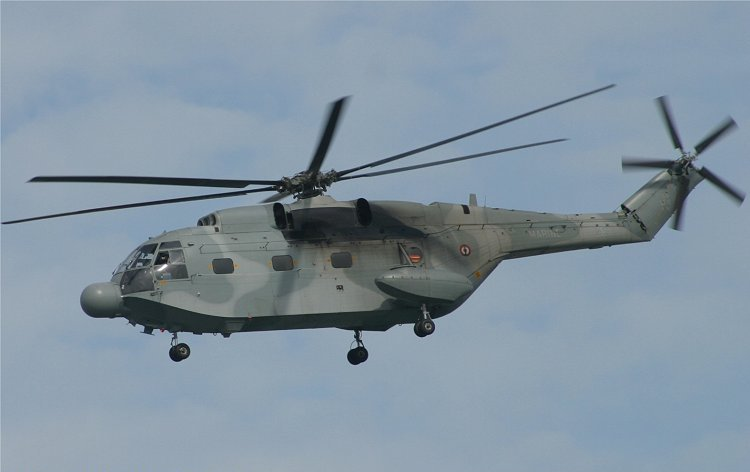
Francouzský SA 321 Super Frelon, licenčně vyráběný v Ťing-te-čenu pod označením Z-8

Největším státním průmyslovým podnikem města je Changhe Aircraft Industries Corporation vyrábějící vrtulníky pro čínskou armádu a také díly pro Boeing 767.

## Administrativní členění
Městská prefektura Ťing-te-čen se člení na čtyři celky okresní úrovně, a sice dva městské obvody, jeden městský okres a jeden okres.
| Ču-šan Čchang-ťiang městský okres · Le-pching okres · Fu-liang |        |                       |                    |                                  |
| Název                                                          | Název  | Počet obyvatel (2020) | Rozloha km² (2020) | Hustota zalidnění (obyv. na km²) |
| český přepis                                                   | znaky  | Počet obyvatel (2020) | Rozloha km² (2020) | Hustota zalidnění (obyv. na km²) |
| Městské obvody                                                 |        |                       |                    |                                  |
| Ču-šan                                                         | 珠山区 | 383 453               | 123                | 3 123                            |
| Čchang-ťiang                                                   | 昌江区 | 201 363               | 315                | 640                              |
| městský okres                                                  |        |                       |                    |                                  |
| Le-pching                                                      | 乐平市 | 753 787               | 1 980              | 381                              |
| Okres                                                          |        |                       |                    |                                  |
| Fu-liang                                                       | 浮梁县 | 280 376               | 2 840              | 99                               |
|                                                                |        |                       |                    |                                  |
| Celkem                                                         | Celkem | 1 618 979             | 5 258              | 308                              |

## Partnerská města
- Arita
- Seto
- Ičchon
- obvod Čchao-jang, Peking
- obvod Tung-čcheng, Peking